# 和平 (克钦邦)
和平是缅甸克钦邦莫宁镇区下辖的一个镇。它位于曼德勒至密支那铁路主线上，距离仰光以北745米。该镇也位于莫宁与莫冈之间到达育瓦迪的公路上。